# Galle Face Green
6°55′36″ пн. ш. 79°50′37″ сх. д. / 6.92655465° пн. ш. 79.84354734° сх. д.
Galle Face Green — променад, що простягається на півтора кілометри вздовж берега в центрі фінансового та ділового району Коломбо на Шрі-Ланці. Закладений у 1859 британським губернатором Цейлону Генрі Уордом, пізніше також використовувався для проведення стрибків і як поле для гольфу. Спочатку займав набагато більшу площу, ніж сьогодні. Був відомий як Іподром Колпітті.
Являє собою смугу землі площею 5 гектарів між Galle Road та Індійським океаном, і представляє найбільший відкритий простір у Коломбо. Це популярне місце серед дітей, торговців, підлітків, закоханих, любителів повітряних зміїв та всіх тих, хто хоче займатися своїми улюбленими справами на березі моря просто неба. У суботу та в неділю ввечері променад зайнятий відпочивальниками, любителями пікніків та продавцями продуктів. Є два великі готелі поруч: Ceylon InterContinental і химерний Galle Face Hotel, найстаріший і один з найпопулярніших готелів Шрі-Ланки, з його чарівністю старого світу у вигляді старовинних меблів, дверей ручної роботи, балконів та високих стель.
Радіо Цейлон (згодом Радіомовна корпорація Шрі-Ланки ), найстаріша радіостанція в Південній Азії, записало багато своїх програм у 1950-х і 1960-х саме з Galle Face Green.
Управляється та розвивається під управлінням органу міського розвитку Шрі-Ланки (ОДА).